# اگرا، لامباردی
اگرا، لامباردی (به ایتالیایی: Agra, Lombardy) یک سکونتگاه مسکونی در ایتالیا است که در استان ورزه واقع شده‌است.

## خصوصیات
اگرا ۳ کیلومترمربع مساحت و ۳۷۰ نفر جمعیت دارد و ۶۵۰ متر بالاتر از سطح دریا واقع شده‌است.